# 리취안자오
리취안자오(중국어 정체자: 李全教, 병음: Lî Quánjiào, 1960년 2월 25일 ~)는 타이완의 정치인, 전 입법위원이다.